# Persone di nome Peter/Calciatori
| Questa pagina contiene informazioni ricavate automaticamente dalle voci biografiche con l'ausilio del template Bio e di un bot. L'aggiornamento è periodico e automatico e ricostruisce completamente la pagina. Se manca una persona in questa lista, sei pregato di non aggiungerla, ma accertati piuttosto che la sua voce biografica contenga il template Bio e che i dati anagrafici siano correttamente compilati. Se il template Bio manca, inseriscilo tu stesso o, in alternativa, metti l'avviso {{tmp\|Bio}} che ne segnala la mancanza. Se i dati riportati sono sbagliati, correggi direttamente la voce biografica; le modifiche saranno visibili in questa lista entro pochi giorni. Per chiarimenti vedi il progetto antroponimi. La lista contiene solo le 237 persone che sono citate nell'enciclopedia e per le quali è stato implementato correttamente il template Bio. Pagina aggiornata al 22 lug 2025. |

Questa è una lista di persone presenti nell'enciclopedia che hanno il nome Peter e sono calciatori.

## A(13)
- Peter Abelsson, ex calciatore svedese (Nybro, n. 1977)
- Peter Abrahamsson, calciatore svedese (Stenungsund, n. 1988)
- Peter Ademo, calciatore nigeriano (n. 2003)
- Peter Agba, calciatore nigeriano (Kano, n. 2002)
- Peter Aldis, calciatore inglese (Birmingham, n. 1927 - † 2008)
- Peter Allen, calciatore inglese (Hove, n. 1946 - † 2023)
- Peter Ambrose, calciatore nigeriano (n. 2002)
- Peter Marius Andersen, calciatore danese (Copenaghen, n. 1885 - Copenaghen, † 1972)
- Peter Ankersen, calciatore danese (Esbjerg, n. 1990)
- Peter Arntz, ex calciatore olandese (Ubbergen, n. 1953)
- Peter Artner, ex calciatore austriaco (Vienna, n. 1966)
- Peter Atherton, ex calciatore inglese (Wigan, n. 1970)
- John Atyeo, calciatore inglese (Dilton Marsh, n. 1932 - Warminster, † 1993)

## B(19)
- Peter Babnič, ex calciatore slovacco (Brezno, n. 1977)
- Peter Baker, calciatore inglese (Hampstead, n. 1931 - † 2016)
- Peter Banda, calciatore malawiano (Blantyre, n. 2000)
- Peco Bauwens, calciatore e arbitro di calcio tedesco (Colonia, n. 1886 - Colonia, † 1963)
- Peter Beagrie, ex calciatore inglese (Middlesbrough, n. 1965)
- Peter Beardsley, ex calciatore e allenatore di calcio britannico (Newcastle upon Tyne, n. 1961)
- Peter Bennett, calciatore inglese (Hillingdon, n. 1946 - Hillingdon, † 2024)
- Peter Billingham, calciatore inglese (Pensnett, n. 1938 - † 2019)
- Peter Bjur, calciatore danese (Rødovre, n. 2000)
- Andreas Blomqvist, calciatore svedese (n. 1992)
- Peter Boeve, ex calciatore e allenatore di calcio olandese (Staverden, n. 1957)
- Peter Bonetti, calciatore inglese (Putney, n. 1941 - Londra, † 2020)
- Peter Brabrook, calciatore inglese (Greenwich, n. 1937 - † 2016)
- Peter Brezovan, ex calciatore slovacco (Bratislava, n. 1979)
- Peter Brine, ex calciatore inglese (Greenwich, n. 1953)
- Peter Broadbent, calciatore inglese (Elvington, n. 1933 - Himley, † 2013)
- Peter Buch Christiansen, calciatore danese (Starup, n. 1999)
- Peter Buljan, ex calciatore australiano (Canberra, n. 1978)
- Peter Byers, calciatore antiguo-barbudano (Freeman Village, n. 1984)

## C(12)
- Peter Canero, ex calciatore britannico (Glasgow, n. 1981)
- Peter Cargill, calciatore e allenatore di calcio giamaicano (Saint Ann Parish, n. 1964 - Saint Ann Parish, † 2005)
- Peter Cestonaro, ex calciatore e allenatore di calcio tedesco (Haiger-Langenaubach, n. 1954)
- Peter Chandler, ex calciatore statunitense (Duxbury, n. 1953)
- Peter Chol, calciatore sudanese (Malakal, n. 1994)
- Peter Cholopi, calciatore malawiano (Blantyre, n. 1996)
- Peter Chrappan, ex calciatore slovacco (Bratislava, n. 1984)
- Peter Chríbik, calciatore slovacco (Žilina, n. 1999)
- Peter Clark, ex calciatore inglese (Romford, n. 1979)
- Peter Clarke, calciatore inglese (Southport, n. 1982)
- Peter Cormack, calciatore e allenatore di calcio scozzese (Edimburgo, n. 1946 - Edimburgo, † 2024)
- Peter Crouch, ex calciatore inglese (Macclesfield, n. 1981)

## D(11)
- Peter Daniel, ex calciatore inglese (Ripley, n. 1946)
- Peter Dawo, ex calciatore keniota (Kericho, n. 1964)
- Peter Delorge, ex calciatore e allenatore di calcio belga (Sint-Truiden, n. 1980)
- Peter Deng, ex calciatore sudsudanese (Nairobi, n. 1993)
- Peter Dietrich, ex calciatore tedesco (Neu-Isenburg, n. 1944)
- Peter Dobing, ex calciatore inglese (Manchester, n. 1938)
- Peter Doležaj, calciatore slovacco (Topoľčany, n. 1981)
- Peter Donnelly, ex calciatore inglese (Kingston upon Hull, n. 1936)
- Peter Dubovský, calciatore slovacco (Bratislava, n. 1972 - Ko Samui, † 2000)
- Peter Ducke, ex calciatore tedesco orientale (Benešov nad Ploučnicí, n. 1941)
- Peter Dzúrik, calciatore slovacco (Košice, n. 1968 - Bratislava, † 2010)

## E(3)
- Peter Eccles, ex calciatore irlandese (Dublino, n. 1962)
- Oliver Ekroth, calciatore svedese (n. 1992)
- Peter Enckelman, ex calciatore finlandese (Turku, n. 1977)

## F(4)
- Peter Fieber, ex calciatore cecoslovacco (Bratislava, n. 1964)
- Peter Fletcher, ex calciatore inglese (Manchester, n. 1953)
- Peter Franquart, ex calciatore francese (Lilla, n. 1985)
- Peter Fregene, calciatore nigeriano (Sapele, n. 1947 - Lagos, † 2024)

## G(13)
- Peter Germain, calciatore haitiano (Saint-Marc, n. 1982)
- Peter Glinton, calciatore britannico (n. 1992)
- Petar Gluhakovic, calciatore austriaco (Vienna, n. 1996)
- Peter González, calciatore dominicano (Madrid, n. 2002)
- Peter Grajciar, calciatore slovacco (Zvolen, n. 1983)
- Peter Graulund, ex calciatore danese (n. 1976)
- Peter Greco, ex calciatore italiano (Priverno, n. 1946)
- Peter Griffiths, ex calciatore inglese (Newcastle upon Tyne, n. 1957)
- Peter Grosser, calciatore e allenatore di calcio tedesco (Monaco di Baviera, n. 1938 - Monaco di Baviera, † 2021)
- Peter Guggi, ex calciatore austriaco (Graz, n. 1967)
- Peter Guinari, calciatore centrafricano (Bangui, n. 2001)
- Peter Gwargis, calciatore svedese (Sydney, n. 2000)
- Peter Gál-Andrezly, calciatore slovacco (Košice, n. 1990)

## H(15)
- Peter Hackmair, ex calciatore austriaco (Vöcklabruck, n. 1987)
- Peter Hampton, calciatore inglese (Oldham, n. 1954 - Cipro, † 2020)
- Peter Hanrahan, ex calciatore irlandese (Limerick, n. 1968)
- Peter Haring, calciatore austriaco (Eisenstadt, n. 1993)
- Peter Harris, calciatore inglese (n. 1925 - † 2003)
- Peter Hedman, ex calciatore svedese (n. 1966)
- Peter Hidien, ex calciatore tedesco (Coblenza, n. 1953)
- Peter Hinds, ex calciatore barbadiano (Saint Peter, n. 1962)
- Peter Hlinka, ex calciatore slovacco (Prešov, n. 1978)
- Peter Hobday, ex calciatore inglese (Londra, n. 1961)
- Peter Hoekstra, ex calciatore olandese (Assen, n. 1973)
- Peter Houseman, calciatore inglese (Battersea, n. 1945 - Oxford, † 1977)
- Peter Houtman, ex calciatore olandese (Rotterdam, n. 1957)
- Peter Hricko, calciatore slovacco (Gelnica, n. 1981)
- Peter Hrstic, ex calciatore austriaco (Klagenfurt, n. 1961)

## J(2)
- Peter Jánošík, calciatore slovacco (Dubnica nad Váhom, n. 1988)
- Peter Jungschläger, ex calciatore olandese (Voorburg, n. 1984)

## K(18)
- Peter Kalin, ex calciatore sloveno (n. 1982)
- Peter Kalinke, calciatore tedesco orientale (n. 1936 - † 2020)
- Piet Keizer, calciatore olandese (Amsterdam, n. 1943 - Amsterdam, † 2017)
- Peter Kioso, calciatore della Repubblica Democratica del Congo (Swords, n. 1999)
- Peter Kiška, ex calciatore slovacco (Dubnica nad Váhom, n. 1981)
- Peter Kjær, ex calciatore danese (Fredericia, n. 1965)
- Peter Klaunzer, ex calciatore liechtensteinese (n. 1967)
- Peter Kleščík, calciatore slovacco (Čadca, n. 1988)
- Peter Knowles, ex calciatore inglese (Fitzwilliam, n. 1945)
- Peter Knudsen, ex calciatore danese (Glostrup, n. 1973)
- Peter Koch, ex calciatore tedesco (Francoforte sul Meno, n. 1950)
- Peter Kolesár, calciatore slovacco (Trebišov, n. 1998)
- Peter Kopteff, ex calciatore ungherese (Helsinki, n. 1979)
- Peter Kotte, ex calciatore tedesco orientale (Thiendorf, n. 1954)
- Peter Kováčik, calciatore slovacco (Banská Bystrica, n. 2001)
- Peter Krieger, calciatore tedesco (n. 1929 - † 1981)
- Peter Kunter, calciatore tedesco (Berlino, n. 1941 - Offenbach am Main, † 2024)
- Peter Közle, ex calciatore tedesco (Trostberg, n. 1967)

## L(7)
- Peter Lamptey, ex calciatore ghanese (n. 1946)
- Peter Larsson, ex calciatore svedese (Halmstad, n. 1984)
- Peter Leeuwenburgh, calciatore olandese (Heinenoord, n. 1994)
- Peter Lorimer, calciatore britannico (Dundee, n. 1946 - Dundee, † 2021)
- Mal Lucas, calciatore e allenatore di calcio gallese (Wrexham, n. 1938 - Wrexham, † 2024)
- Peter Lönn, ex calciatore svedese (Norrköping, n. 1961)
- Peter Lübeke, calciatore tedesco (Perleberg, n. 1952 - † 2022)

## M(23)
- Peter MacDonald, ex calciatore scozzese (Glasgow, n. 1980)
- Peter Madsen, ex calciatore danese (Roskilde, n. 1978)
- Peter Magnusson, ex calciatore svedese (n. 1984)
- Peter Majerník, calciatore slovacco (Piešťany, n. 1978)
- Peter Makrillos, calciatore australiano (Sydney, n. 1995)
- Peter Marinello, ex calciatore scozzese (Edimburgo, n. 1950)
- Peter Markstedt, ex calciatore svedese (Västerås, n. 1972)
- Tsepo Masilela, ex calciatore sudafricano (Witbank, n. 1985)
- Peter Mazan, calciatore slovacco (Bojnice, n. 1990)
- Peter McCloy, ex calciatore scozzese (Girvan, n. 1946)
- Peter McDonnell, ex calciatore inglese (Kendal, n. 1953)
- Peter McParland, calciatore e allenatore di calcio nordirlandese (Newry, n. 1934 - † 2025)
- Peter Meyer, ex calciatore tedesco (Düsseldorf, n. 1940)
- Peter Michael, calciatore nigeriano (Calabar, n. 1998)
- Peter Michorl, calciatore austriaco (Vienna, n. 1995)
- Peter Millar, ex calciatore scozzese (Saltcoats, n. 1942)
- Peter Møller, ex calciatore danese (Abildgård, n. 1972)
- Peter Momber, calciatore tedesco (n. 1921 - † 1975)
- Peter Mörk, ex calciatore svedese (n. 1969)
- Eneji Moses, calciatore nigeriano (n. 1999)
- Peter Muduhwa, calciatore zimbabwese (Bulawayo, n. 1993)
- Peter Murphy, calciatore inglese (West Hartlepool, n. 1922 - West Hartlepool, † 1975)
- Peter Méndez, ex calciatore uruguaiano (Melo, n. 1964)

## N(13)
- Peter Ndlovu, ex calciatore zimbabwese (Bulawayo, n. 1973)
- Peter Neustädter, ex calciatore kazako (Kara-Balta, n. 1966)
- Peter Nicholas, ex calciatore e allenatore di calcio gallese (Newport, n. 1959)
- Peter Niemeyer, ex calciatore tedesco (Hörstel, n. 1983)
- Peter Nilsson, ex calciatore svedese (Lycksele, n. 1958)
- Peter Nkomo, ex calciatore e ex giocatore di calcio a 5 zimbabwese (n. 1961)
- Reagan Noble, ex calciatore sudafricano (Johannesburg, n. 1983)
- Peter Noble, calciatore inglese (Sunderland, n. 1944 - † 2017)
- Peter Nogly, ex calciatore tedesco (Lubecca, n. 1947)
- Peter Nover, ex calciatore tedesco (Holzheim, n. 1949)
- Peter Nworah, calciatore nigeriano (Lagos, n. 1990)
- Peter Nymann, ex calciatore danese (Copenaghen, n. 1982)
- Peter Nyström, ex calciatore svedese (Göteborg, n. 1984)

## O(10)
- Peter Ofori-Quaye, ex calciatore ghanese (Accra, n. 1980)
- Peter Olayinka, calciatore nigeriano (Ibadan, n. 1995)
- Peter Olofsson, ex calciatore svedese (Vännäs, n. 1975)
- Peter Onyekachi, calciatore nigeriano (Aba, n. 1994)
- Peter van Ooijen, calciatore olandese (Rosmalen, n. 1992)
- Peter Opiyo, calciatore keniota (Nairobi, n. 1986)
- Peter Orry Larsen, ex calciatore norvegese (Aveiro, n. 1989)
- Peter Orávik, calciatore slovacco (Považská Bystrica, n. 1988)
- Peter Osborne, ex calciatore inglese (n. 1950)
- Peter Osgood, calciatore inglese (Windsor, n. 1947 - Slough, † 2006)

## P(14)
- Peter Palúch, ex calciatore cecoslovacco (Nitra, n. 1958)
- Peter Pander, ex calciatore, dirigente sportivo e manager tedesco (Hannover, n. 1951)
- Peter Pawlett, calciatore scozzese (Kingston upon Hull, n. 1991)
- Peter Pearson, calciatore santaluciano (Virginia Beach, n. 1995)
- Peter Pekarík, calciatore slovacco (Žilina, n. 1986)
- Peter Perchtold, ex calciatore tedesco (Norimberga, n. 1984)
- Peter Mgangira, ex calciatore malawiano (Lilongwe, n. 1980)
- Peter Patrick Petersen, ex calciatore sudafricano (Città del Capo, n. 1981)
- Peter Petráš, calciatore slovacco (Vinohrady nad Váhom, n. 1979)
- Peter Pietras, calciatore statunitense (Trenton, n. 1908 - Trenton, † 1993)
- Peter Platzer, calciatore austriaco (n. 1910 - † 1959)
- Peter Pokorný, calciatore slovacco (Trenčín, n. 2001)
- Peter Prosper, ex calciatore trinidadiano (n. 1967)
- Peter Pullicino, ex calciatore maltese (Sydney, n. 1976)

## R(13)
- Peter Ramseier, calciatore svizzero (n. 1944 - † 2018)
- Peter Rasmussen, ex calciatore danese (Hobro, n. 1967)
- Peter Ratican, calciatore statunitense (St. Louis, n. 1887 - St. Louis, † 1922)
- Peter Reichel, ex calciatore tedesco (Gießen, n. 1951)
- Peter Reid, ex calciatore e allenatore di calcio inglese (Huyton, n. 1956)
- Peter Ressel, ex calciatore olandese (Krommenie, n. 1945)
- Peter Rhoades-Brown, ex calciatore inglese (Hampton, n. 1962)
- Peter Risi, calciatore svizzero (Buochs, n. 1950 - † 2010)
- Peter Rock, calciatore tedesco orientale (Rudolstadt, n. 1941 - Jena, † 2021)
- Peter Rodrigues, ex calciatore gallese (Cardiff, n. 1944)
- Peter Roe, ex calciatore inglese (Manchester, n. 1955)
- Peter Rufai, calciatore nigeriano (Lagos, n. 1963 - Lagos, † 2025)
- Peter Rösch, calciatore svizzero (Bienne, n. 1930 - † 2006)

## S(18)
- Peter Sand, ex calciatore danese (Hadsund, n. 1972)
- Peter Sarantopoulos, ex calciatore e ex giocatore di calcio a 5 canadese (Toronto, n. 1968)
- Peter Schepull, ex calciatore svizzero (Rapperswil, n. 1964)
- Peter Schmeichel, ex calciatore danese (Gladsaxe, n. 1963)
- Peter Shalulile, calciatore namibiano (Windhoek, n. 1993)
- Peter Sharne, ex calciatore australiano (Sydney, n. 1956)
- Peter Shilton, ex calciatore e allenatore di calcio inglese (Leicester, n. 1949)
- Peter Short, calciatore e allenatore di calcio inglese (Liverpool, n. 1944 - Los Angeles, † 1984)
- Peter Shreeves, ex calciatore e allenatore di calcio gallese (Neath, n. 1940)
- Peter Silvester, ex calciatore inglese (Wokingham, n. 1948)
- Peter Simonsen, ex calciatore neozelandese (n. 1959)
- Peter Simpson, ex calciatore inglese (Gorleston, n. 1945)
- Peter Slicho, ex calciatore slovacco (n. 1974)
- Peter Smith, ex calciatore e ex giocatore di calcio a 5 statunitense (n. 1963)
- Peter Spiring, ex calciatore inglese (Glastonbury, n. 1950)
- Peter Storey, ex calciatore inglese (Farnham, n. 1945)
- Peter Stroud, calciatore statunitense (Chester, n. 2002)
- Peter Swan, calciatore e allenatore di calcio inglese (South Elmsall, n. 1936 - † 2021)

## T(6)
- Peter Therkildsen, calciatore danese (n. 1999)
- Peter Thompson, calciatore inglese (Carlisle, n. 1942 - † 2018)
- Peter Thompson, ex calciatore nordirlandese (Belfast, n. 1984)
- Peter Thorne, ex calciatore inglese (Urmston, n. 1973)
- Peter Tosič, ex calciatore sloveno (n. 1969)
- Peter Tschernegg, calciatore austriaco (Deutschlandsberg, n. 1992)

## U(1)
- Peter Utaka, calciatore nigeriano (Enugu, n. 1984)

## V(4)
- Peter Van Der Heyden, ex calciatore belga (Aalst, n. 1976)
- Peter Van Houdt, ex calciatore belga (Hasselt, n. 1976)
- Peter Vera, ex calciatore uruguaiano (Montevideo, n. 1982)
- Peter Vindahl Jensen, calciatore danese (Helsingør, n. 1998)

## W(11)
- Peter Wadabwa, ex calciatore malawiano (n. 1983)
- Peter Ward, ex calciatore inglese (Derby, n. 1955)
- Peter Wells, ex calciatore inglese (Nottingham, n. 1956)
- Peter Werni, ex calciatore norvegese (Oslo, n. 1974)
- Peter Wespe, ex calciatore svizzero (n. 1936)
- Peter Whittingham, calciatore inglese (Nuneaton, n. 1984 - Cardiff, † 2020)
- Peter Wilson, calciatore svedese (Monrovia, n. 1996)
- Peter Wisgerhof, ex calciatore olandese (Wageningen, n. 1979)
- Peter Withe, ex calciatore e allenatore di calcio inglese (Liverpool, n. 1951)
- Peter Woodring, ex calciatore statunitense (Kentfield, n. 1968)
- Peter Wragg, calciatore e allenatore di calcio inglese (Rotherham, n. 1931 - Plymouth, † 2004)

## Z(1)
- Peter Zelenský, ex calciatore cecoslovacco (n. 1958)

## Č(2)
- Peter Černák, ex calciatore slovacco (Handlová, n. 1976)
- Peter Čögley, calciatore slovacco (Trenčín, n. 1988)

## Ď(1)
- Peter Ďungel, calciatore slovacco (Nededza, n. 1993)

## Š(2)
- Peter Štepanovský, calciatore slovacco (Skalica, n. 1988)
- Peter Štyvar, ex calciatore slovacco (Rožňava, n. 1980)

## Ž(1)
- Peter Žulj, calciatore austriaco (Wels, n. 1993)